# Frimurarehuset, Göteborg

Frimurarehuset, är en byggnad belägen vid Södra Hamngatan 31 och Drottninggatan 32 i Kvarteret Frimuraren 4 i Göteborgs stadskärna. Huset ligger i stadsdelen Inom Vallgraven. Det är ett trevåningshus med ordenslokaler för Göta Provinsialloge inom Svenska Frimurare Orden. I gatuplanet finns restaurangen The Goldens Days.
Huset till den första frimurarelogen på Södra Hamngatan stod klart 1807. Den danske byggmästaren Michael Bälkow svarade för detta. Huset brann 1820, men byggdes upp på nytt under ledning av arkitekten Justus Weinberg. Sitt nuvarande utseende i gult och grått fick huset vid en ombyggnad, som var klar 1918. Arkitekten Ernst Torulf gjorde ritningarna till denna.
Huset sträcker sig tvärs igenom kvarteret Frimuraren i nord-sydlig riktning. Mot Södra Hamngatan är fasaden i gul slätputs med pilastrar med joniska kapitäl av sandsten. Mot Drottninggatan 32 är det en enklare fasad i puts. Gården är överbyggd. Den 28 juni 1982 blev huset byggnadsminne enligt Kulturmiljölagen.

## Fastighetsbeteckning
De tre äldre fastighetsbeteckningarna var:  Tomten 22 i femte roten och Tomten 23 i femte roten samt  Tomten 114 i fjärde roten Därefter var tomtbeteckningen: 15:e kvarteret Frimuraren nummer 4. Numera är fastighetsbeteckningen Inom Vallgraven 15:4.

## Beskrivning

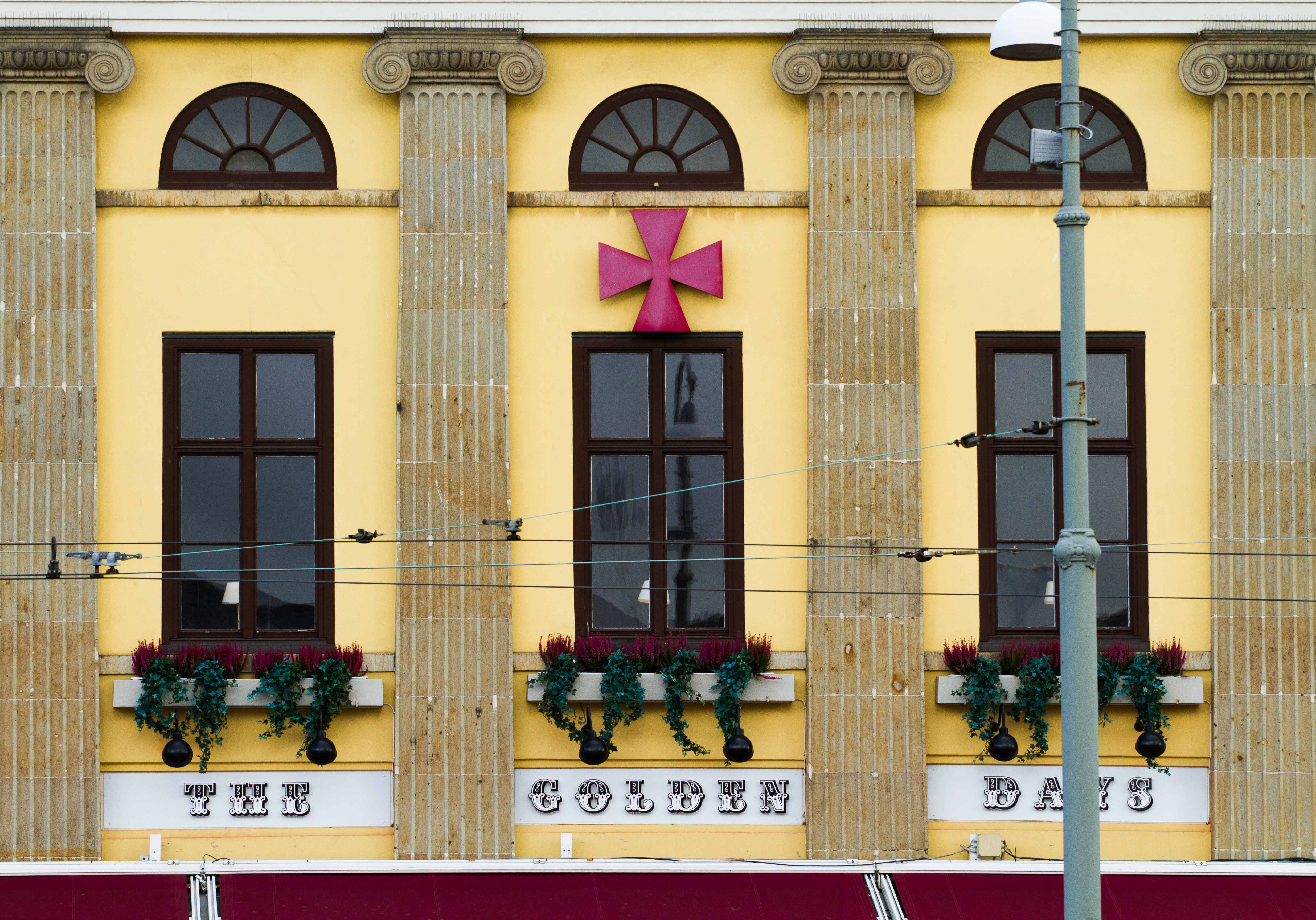
Det svagt framspringande mittpartiet, eller mittrisaliten, av fasaden i gul slätputs med pilastrar i Jonisk ordning av sandsten.

Byggnaden sträcker sig rakt igenom kvarteret mellan Södra Hamngatan och Drottninggatan. Inom kvarteren vid Stora Hamnkanalen finns dels äldre stenhus dels nyare byggnader för bank-, kontors- och affärsverksamhet. Södra Hamngatan fick vid början på 1800-talet en enhetlig bebyggelse präglad av den dåvarande stadsarkitekten Carl Wilhelm Carlberg.

### Exteriör med Södra Hamngatan
Byggnaden har en gulfärgad nyklassicistisk fasad mot Södra Hamngatan. Byggnadens mittparti accentueras av att det är utformat som en risalit med sex kannelerade pilastrar med joniska kapitäl i kolossalordning, allt av sandsten. Kolonnerna bär upp en odekorerad fris och arkitrav som kröns med en gesims i tandsnitt. Byggnaden kröns i mitten av en låg attika.
Fasaden består av en bottenvåning med två entréer och fem fönster. Första  våningen eller piano nobile har en fönsterrad om sju fönster. Fönsterna på ömse sidor om mittrisaliten har en omfattning, och ovan dessa syns vita fält, kallade tavletter. Mellan pilastrarna syns fem fönster i huvudvåningen och ovanför dessa lika många lunettfönster i attikavåningen.

### Exteriör mot Drottninggatan
Fasaden mot Drottninggatan är till stilen modifierad nationalromantik, putsad och avfärgad i grått.

### Interiör
Invändigt märks främst pelarsalen mot Södra Hamngatan, dekorerad med en plafondmålning av Louis Jean Desprez och med antikiserande dörröverstycken i relief av den italienskfödde skulptören Gioacchino Frulli. Bottenvåningen i byggnaden mot Södra Hamngatan inrymmer restauranglokaler.

## Bakgrund
Redan på Göteborgs första stadsplaner återfinnes Kvarteret Frimuraren. Bebyggelsen började att växa fram längs Hamngatan och nuvarande Drottninggatan redan i slutet av 1600-talet. Tomterna i nuvarande kvarteret Frimuraren hörde till stadens förnämsta. Här bodde från början många holländare, vilka helst byggde vid S:t Jacobigatan, nuvarande Södra Hamngatan, och Holländaregatan, nuvarande Drottninggatan. I början av 1700-talet var nästan alla tomter vid Södra Hamngatan bebyggda med trähus.
Tomterna vid Stora Hamnkanalen var särskilt attraktiva för handelsmännen, eftersom de kunde lasta varor från båtarna direkt in i sina magasin. Trots påbud från regeringen om hus av sten, byggdes även efter branden 1721 så gott som alla nya hus av trä även inom vallgraven. Först efter branden 1802 blev det en ändring till byggnadsmaterial av sten.

### Östra delen av den främre fastigheten – Femte roten, 22 tomten
I början av 1600-talet – från 1636 till 1646 – ägde postmästaren Adolph Wench ett trähus på den östra delen av tomten mot Stora Hamnen, (rote 5 tomten 22). Hans efterföljare var Herman Schmidt, även han postmästare. Slussmakare Johan Jacobsson Kuyll var ägare 1648–52. Näste ägare var David Matzen, från april 1652 till sin död 1692. Från 1692 ägdes den östra delen av Södra Hamngatan 31 av Matzens svärson handelsmannen Johan Schröder. Efter hans död 1698 gifter änkan Clara Matsen om sig med handelsmannen Mathias Schildt, som även övertog huset. Han behöll fastigheten till 1746. Efter branden 1802 kom de båda främre tomterna att ägas av Frimurarorden.

### Västra delen av den främre fastigheten – Femte roten, 23 tomten
Jacob Lindsay den äldre ägde tomten 1637–48, därefter hans änka till 1651. De  följdes av medicus D. Meierus, superintendent Brunius och överstelöjtnant Nils Påwenfelt. Denne blev ny ägare från 1651 fram till 1676 och därefter hans änka Margareta 1676–77. Enligt tomtöreslängden bodde handelsmannen Johan Manorgen på fastigheten den 24 april 1691. När han dog sålde hans änka tomten till deras mågen, handelsmannen Johan Casper Haberman, gift med Birgitta Manorgen. Efter branden 1721 byggde denne i sin tur ett nytt sammanbyggt hus, som han sålde vidare till Mathias Schildt. Denne ägde redan den östra tomten. Borgmästaren Jacob Schütz köpte därefter den västra tomten av Schildt i maj 1746. Efter Schildts död tre år senare förvärvade borgmästaren även den östra tomten. Gården kallades då Borgmästaregården efter Schütz, som var borgmästare i Göteborg under några år. Efter branden 1802 kom de båda främre tomterna att ägas av Frimurarorden.

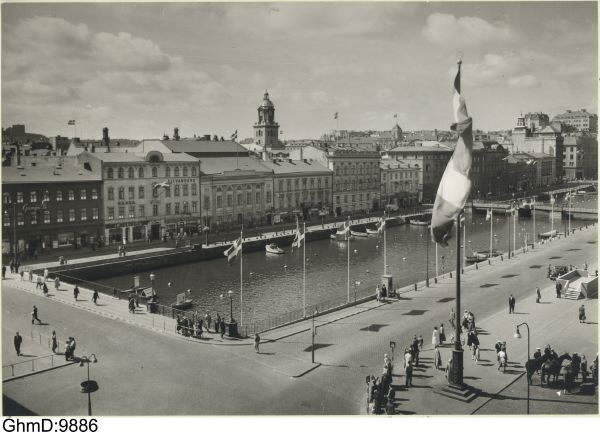
Stora Hamnkanalen år 1951. Frimurarlogens hus är det tredje från vänster. Åkermanska huset vid Södra Hamngatan 25 är det sjätte från vänster. Chalmerska huset skymtar vid S. Hamngatan 11. Fotograf: Erik Månsson. Bildsamlingen vid Göteborgs stadsmuseum.

### Baktomten mot Drottninggatan – Fjärde roten, tomten 114
Handelsmannen Jacob Lindsay var bosatt i andra roten 1637 när mantalslängderna började. Han hade troligen haft en masthamn i Nya Lödöse eftersom stavningen i Nylöse tänkebok är Linsaij.  Jacob Lindsay  befann sig i Göteborg redan 1622. Enligt en restantielista hade han erhållit 50 stycken tegel 1632. Denne Jacob Lindsay angavs i borgarlängden 1639 ”bruka allehanda handel”.
Drottninggatan 32 omfattade i slutet av 1600-talet tre delar, vilka ägdes av järnhandlaren Jöns Persson. Vid branden 1802 ägdes de av handelsmannen Olof Melin. Frimurarna önskade förvärvat den avbrända tomten med plats för både ett nytt ordenshus och ett nytt barnahus. Sedan den 24 januari 1757 drev frimurarna i Göteborg ett barnhus – Prins Gustafs Barnhus – som var beläget vid Magasinsgatan. Den 11 augusti 1803 beslöts, att inköpa tomterna vid Södra Hamngatan och Drottninggatan. Barnhuset vid Magasinsgatan eldhärjades 1804. Då hade redan ett nytt barnhus börjat byggas vid Drottninggatan. Den 5 oktober 1805 stod barnhusbyggnaden färdig. Barnhuset upphörde dock redan 1831, att själva vårda sina skyddslingar. Alla de 73 barnen utackorderades på landet.

### Ett hus för frimurarlogen
Det första ordenssammanträdet hölls i den nya byggnaden den 20 december 1806. Det var kaptenen vid fortifikationen Justius Fredrik Weinberg som hade ritat barnhuset. Själva logebyggnaden, som skulle ligga längs Hamngatan, ritades även den av Weinberg. Den blev emellertid inte godkänd av hertig Carl av Södermanland, senare Carl XIII, frimurarordens stormästare. Efter kompromisser och under ledning av den danske inflyttade arkitekten och byggmästaren Michael Bälkow började logebyggnaden uppföras 1804.
Speciellt anmärkningsvärd var pelarsalen, som sträcker sig i två fulla plan. Denna sal blev dekorerad med en plafondmålning av Louis Jean Desprez. Målningen var från början avsedd att utföras för Gunnebo slott, men den skänktes istället till frimurarorden av John Hall den äldres hustru Christina Gothén. Över salens ingångsdörrar utförde italienaren Gioacchino Frulli, (1766–1801), reliefer med antika motiv. Även denne konstnär var verksam vid Gunnebo.
I bottenplan inreddes en restaurang och i övriga delar ordenslokaler. Den 29 mars 1820 brann kvarteret delvis ner på nytt. Skadorna blev ganska omfattande. Återuppbyggnadsarbetet började omedelbart under ledning av Justus Weinberg. Redan 1821 kunde logerna sammanträda i andra och nedersta våningsplanen. Pelarsalen med plafondmålningen skadades ganska illa, men reparerades.

### Förändringar

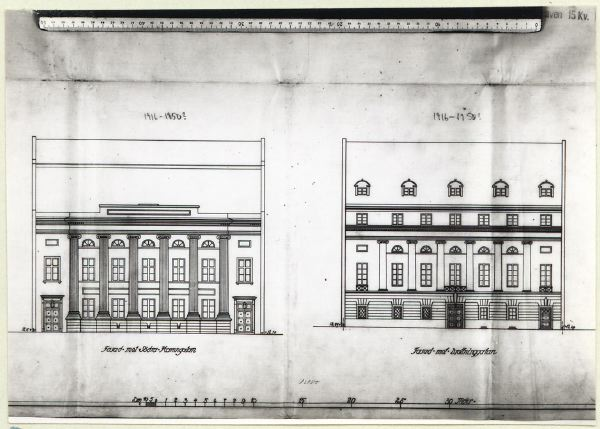
Fasader för Frimurarlogens hus mot Södra Hamngatan 31 och Drottninggatan 32 – ritning av Ernst Torulf 1915. Bildsamlingen i Göteborgs stadsmuseum.

Under 1870–80-talen inreddes även den östra flygeln och olika sällskapsrum. Under en period från slutet av 1800-talet till 1916 diskuterades diverse om- och tillbyggnader av ordenshuset. Lokalerna mot Drottninggatan hyrdes ut till Göteborgs Sparbank. År 1889 flyttade sparbanken och lokalerna, som formellt ägdes av Barnhuset såldes till Göta Provinsialloge. Ett förslag till ombyggnad av arkitekten Ernst Torulf, godkändes 1915. Byggnadsarbetet blev klart i november följande år.
En helt ny fasad mot Drottninggatan kom till och den klassiska fasaden mot Hamngatan återställdes. Invändigt skedde flera ombyggnader och nya ordenssalar inreddes. Restaurangen "Bakfickan" mot Drottninggatan slopades och huvudrestaurangen moderniserades. Under årens lopp har ytterligare moderniseringar ägt rum, som ventilation, värme och el. Numera hyr en restaurangverksamhet husets bottenplan. För övrigt är fastigheten fullt inredd med olika lokaler för Göta Provinsialloge.